# Kalus
Kalus (persiska: کلوس, Kūlūs) är en ort i Iran. Den ligger i provinsen Västazarbaijan, i den nordvästra delen av landet, 700 km nordväst om huvudstaden Teheran. Kalus ligger 1 655 meter över havet och antalet invånare är 106.
Terrängen runt Kalus är huvudsakligen kuperad, men söderut är den bergig. Runt Kalus är det ganska tätbefolkat, med 75 invånare per kvadratkilometer. Närmaste större samhälle är Agh Bash, 9,2 km sydväst om Kalus. Trakten runt Kalus består i huvudsak av gräsmarker.